# Досрочное голосование
Досрочное голосование — процесс, при котором избиратели могут проголосовать в течение одного или нескольких установленных дней до выборов. Досрочное голосование может проводиться как дистанционно (например, почтой), так и с личной явкой избирателей, обычно на установленные пункты досрочного голосования. Возможность и время досрочного голосования обычно устанавливается на основании законов и типа выборов. Целью досрочного голосования является увеличение показателей явки избирателей и уменьшение их скопления на избирательных участках в день выборов.
Предварительное голосование проводится с целью дать возможность проголосовать избирателям, которые не смогли бы проголосовать в день выборов в силу отсутствия на своём избирательном участке — лица с запланированными медицинскими процедурами, наблюдатели и т. д. Несмотря на это, в некоторых странах с досрочным голосованием (например, в Канаде, но не в Квебеке) проголосовавшие в дни досрочного голосования могут проголосовать ещё раз в день выборов, поскольку процесс досрочного голосования не требует регистрации избирателя (т. е. доказательства его ФИО и адреса). Таким образом, при подсчёте итоговых бюллетеней в день выборов, все неявившиеся избиратели суммируются с числом незарегистрированных, проголосовавших предварительно, для получения финальной картины выборов.

## Досрочное голосование в России
Понятие досрочного голосования появилось в современном российском законодательстве в 1990-1991 годах. Его предусматривал закон РСФСР от 16 октября 1990 года «О референдуме РСФСР» и Закон РСФСР от 24 октября 1991 года № 1803-I «О выборах главы администрации». В то же время, закон «О выборах Президента РСФСР» от 24 апреля 1991 года. Однако в документе говорилось, что деятельность избирательных комиссий по проведению выборов «организуется в соответствии с требованиями» закона «О референдуме РСФСР». В качестве общего правила было установлено, что досрочное голосование возможно не менее, чем за 15 дней до голосования.
С изменением законодательства в 1990-е годы досрочное голосование не отменялось. 
С 2002 года вопросы, связанные с досрочным голосованием, на базовом уровне регулирует статья 65 федерального закона «Об основных гарантиях избирательных прав и права на участие в референдуме граждан Российской Федерации». Он отменил досрочное голосование на выборах в федеральные и региональные органы государственной власти, сохранив его только на выборах в органы местного самоуправления и для местного референдума. В 2003 году было возвращено досрочное голосование на выборах президента РФ. 
В регионах вопросы досрочного голосования регулируются отдельно. К примеру, в 2018 году его отменили на выборах губернатора Самарской области. В Петербурге досрочное голосование отменили в 2016 году после скандальных выборов 2014 года.
В 2014 году на выборах в Петербурге, на которых выбирали губернатора и муниципальных депутатов, досрочное голосование составило около 10 %. Городские оппозиционеры жаловались в Следственный комитет на централизованный подвоз избирателей на досрочное голосование. В ряде случаев с учётом «досрочников» число бюллетеней в урнах превысило общее количество избирателей на участке.
В марте 2018 года на президентских выборах досрочно проголосовало 205 тысяч человек, или 0,18 % от общего количества избирателей. В августе 2018 года прокуратура Липецкой области вынесла предостережение председателям ТИКов за требовательность при досрочных выборах. В ноябре 2018 года во втором туре выборов главы Хакасии проголосовало 43,88 % избирателей, зарегистрированных в ряде отдалённых населённых пунктах .